# Elmi Aziri
Elmi Aziri (mac. Елми Азири; ur. 26 czerwca 1976 w Kumanowie) – północnomacedoński polityk i ekonomista pochodzenia albańskiego.

## Życiorys
Odbył studia licencjackie z zakresu marketingu oraz magisterskie z zakresu finansów na Uniwersytecie Europy Południowo-Wschodniej w Tetowie. W 2015 roku obronił doktorat z zakresu ekonomii na Uniwersytecie Świętych Cyryla i Metodego w Skopju.
Od 2004 do sierpnia 2015 roku pełnił funkcję asystenta na Uniwersytecie Europy Południowo-Wschodniej, we wrześniu 2015 został adiunktem na tymże uniwersytecie. W latach 2020–2024 zasiadał w Zgromadzeniu Republiki Macedonii Północnej z ramienia Sojuszu na rzecz Albańczyków.
Poza ojczystym językiem albańskim posługuje się także językami macedońskim i angielskim.

## Prace naukowe[1]
- Fiscal decentralization in Macedonia: Which are the most important achievements and what are the challenges of the future? (2017)
- Ndikimi i remitencave në rritjen ekonomike në Republikën e Maqedonisë (2017)
- The impact of Public Investment on Economic Growth in Republic of Macedonia (2017)
- Economic growth and its determinants in Republic of Mcedonia (2018)
- Public debt and macroeconomic stability in Republic of Macedonia (2018)
- The impact of interest rates on economic growth in the Republic of North Macedonia (2019)